# Jovane Cabral
Pour les articles homonymes, voir Cabral.
Jovane Cabral est un footballeur international cap-verdien né le 14 juin 1998 à Assomada. Il évolue au poste d'ailier à l'Estrela da Amadora.

## Biographie

### En club
Originaire du Cap-Vert, Jovane Cabral arrive au Portugal en 2015 à l'âge de 16 ans, avec pour destination l'Académie Sportive du Sporting.
La saison est en bonne voie et Jovane rejoint l'équipe junior, faisant ses débuts en inscrivant quatre buts, lors d'un match où le Sporting l'emporte 15-0 face au GRAP.
Après une année chez les juniors, Jovane se voit promu au sein de l'équipe B du Sporting, où il effectue presque toute la saison 2016/17, bien qu'à la fin de la saison, il revienne chez les juniors afin d'aider le Sporting à remporter le championnat national.
En dépit d'être un joueur avec un petit parcours de formation footballistique, il a beaucoup de talent, agissant de préférence en position d'ailier, où il déploie sa pleine vitesse et sa technique raffinée, en plus d'être doté d'un coup de pied très puissant, comme lors de son but magnifique qu'il inscrit dans un match de la deuxième ligue devant Leixões, en exécutant un lancer franc direct à environ 30 mètres du but.
Au début de la saison 2017/18, il est appelé par Jorge Jesus pour rejoindre l'équipe principale en Suisse, où il participe à deux rencontres amicales. Il est ensuite renvoyé au sein de l'équipe B.
Le 12 octobre 2017, il fait ses débuts officiels au sein de la première équipe, en remplaçant Mattheus, au cours de la seconde mi-temps d'un match comptant pour la Coupe du Portugal, où le Sporting l'emporte sur Oleiros, 4-2.

### En sélection
Il débute avec la sélection du Cap-Vert le 28 mars 2017, lors d'une rencontre amicale face au Luxembourg (victoire 0-2). En décembre 2023, il est retenu dans la liste des vingt-sept joueurs cap-verdiens sélectionnés par Bubista pour disputer la Coupe d'Afrique des nations 2023.

## Statistiques
| Saison                | Club                  | Championnat           | Championnat | Championnat | Championnat | Coupe nationale | Coupe nationale | Coupe nationale | Coupe de la Ligue | Coupe de la Ligue | Coupe de la Ligue | Supercoupe | Supercoupe | Supercoupe | Compétition(s) continentale(s) | Compétition(s) continentale(s) | Compétition(s) continentale(s) | Compétition(s) continentale(s) | Total | Total | Total |
| Saison                | Club                  | Division              | M.          | B.          | P.d.        | M.              | B.              | P.d.            | M.                | B.                | P.d.              | M.         | B.         | P.d.       | Comp.                          | M.                             | B.                             | P.d.                           | M.    | B.    | P.d.  |
| 2017-2018             | Sporting CP           | Liga NOS              | -           | -           | -           | 1               | 0               | 0               | -                 | -                 | -                 | -          | -          | -          | C3                             | -                              | -                              | -                              | 1     | 0     | 0     |
| 2018-2019             | Sporting CP           | Liga NOS              | 18          | 2           | 4           | 4               | 0               | 2               | 2                 | 0                 | 1                 | -          | -          | -          | C3                             | 7                              | 2                              | 1                              | 31    | 4     | 8     |
| 2019-2020             | Sporting CP           | Liga NOS              | 16          | 6           | 3           | -               | -               | -               | 1                 | 0                 | 0                 | -          | -          | -          | C1+C3                          | 3                              | 0                              | 0                              | 20    | 6     | 3     |
| 2020-2021             | Sporting CP           | Liga NOS              | 24          | 5           | 4           | 1               | 1               | 1               | 2                 | 2                 | 0                 | -          | -          | -          | C3                             | 1                              | 0                              | 0                              | 28    | 8     | 5     |
| 2021-2022             | Sporting CP           | Liga NOS              | 10          | 1           | 1           | 2               | 1               | 0               | 1                 | 0                 | 0                 | 1          | 1          | 0          | C1                             | 3                              | 0                              | 0                              | 17    | 3     | 1     |
| 2022-2023             | Sporting CP           | Liga NOS              | 4           | 0           | 0           | 1               | 0               | 0               | 4                 | 0                 | 1                 | -          | -          | -          | C1+C3                          | 1+0                            | 0+0                            | 0+0                            | 10    | 0     | 1     |
| Sous-total            | Sous-total            | Sous-total            | 72          | 14          | 12          | 9               | 2               | 3               | 10                | 2                 | 2                 | 1          | 1          | 0          | -                              | 15                             | 2                              | 1                              | 107   | 21    | 18    |
| 2021-2022             | Lazio Rome (prêt)     | Serie A               | 3           | 1           | 0           | -               | -               | -               | -                 | -                 | -                 | -          | -          | -          | C3                             | 1                              | 0                              | 0                              | 4     | 1     | 0     |
| 2023-2024             | US Salernitana (prêt) | Serie A               | 12          | 1           | 0           | 1               | 1               | 0               | -                 | -                 | -                 | -          | -          | -          | -                              | -                              | -                              | -                              | 13    | 2     | 0     |
| Total sur la carrière | Total sur la carrière | Total sur la carrière | 87          | 16          | 12          | 10              | 3               | 3               | 10                | 2                 | 1                 | 1          | 1          | 0          | -                              | 16                             | 2                              | 1                              | 124   | 24    | 17    |